# Rhytiphora amicula
Rhytiphora amicula är en skalbaggsart som först beskrevs av White 1855.  Rhytiphora amicula ingår i släktet Rhytiphora och familjen långhorningar. Inga underarter finns listade i Catalogue of Life.